# Daboia palaestinae
Espèce
Synonymes
- Vipera palaestinae Werner, 1938
- Vipera xanthina palaestinae Werner, 1938

Statut de conservation UICN

 LC  : Préoccupation mineure
Daboia palaestinae est une espèce de serpents de la famille des Viperidae.

## Répartition
Cette espèce se rencontre en Syrie,en Palestine, en Israël, au Liban et en Jordanie.

## Description
Ce serpent venimeux mesure en moyenne 70 à 90 cm, et au maximum 130 cm.

## Galerie

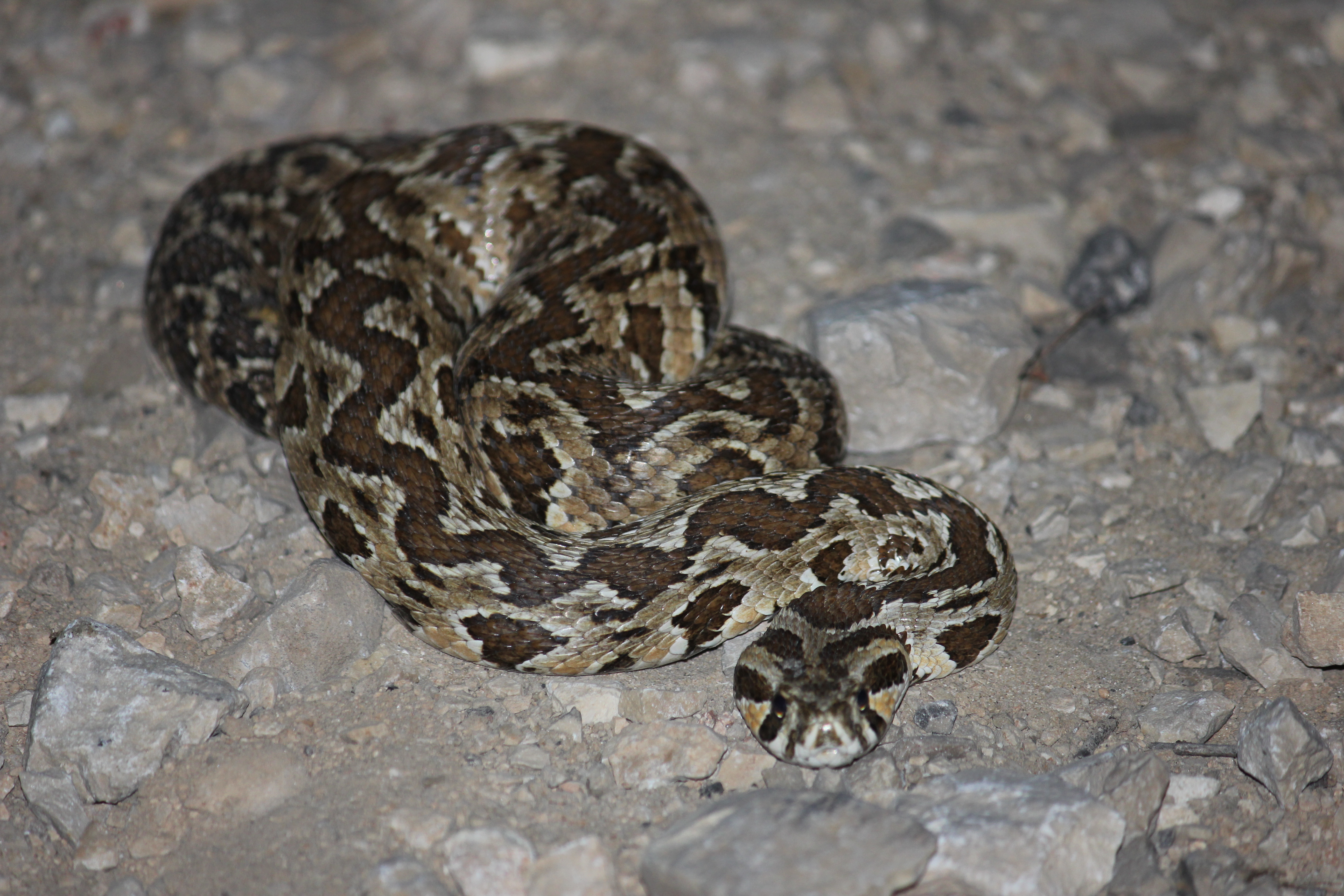
Daboia palaestinae
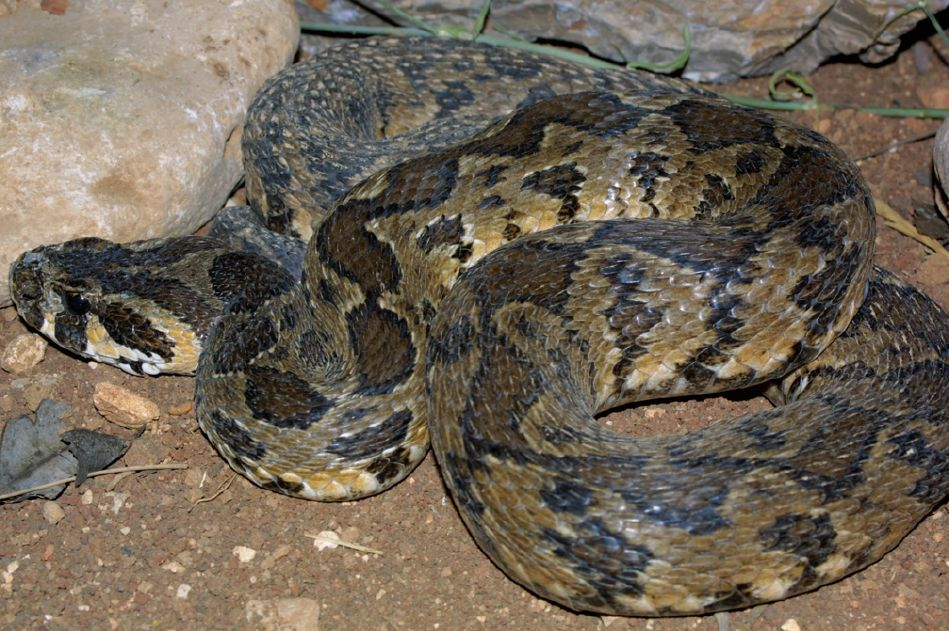
Daboia palaestinae
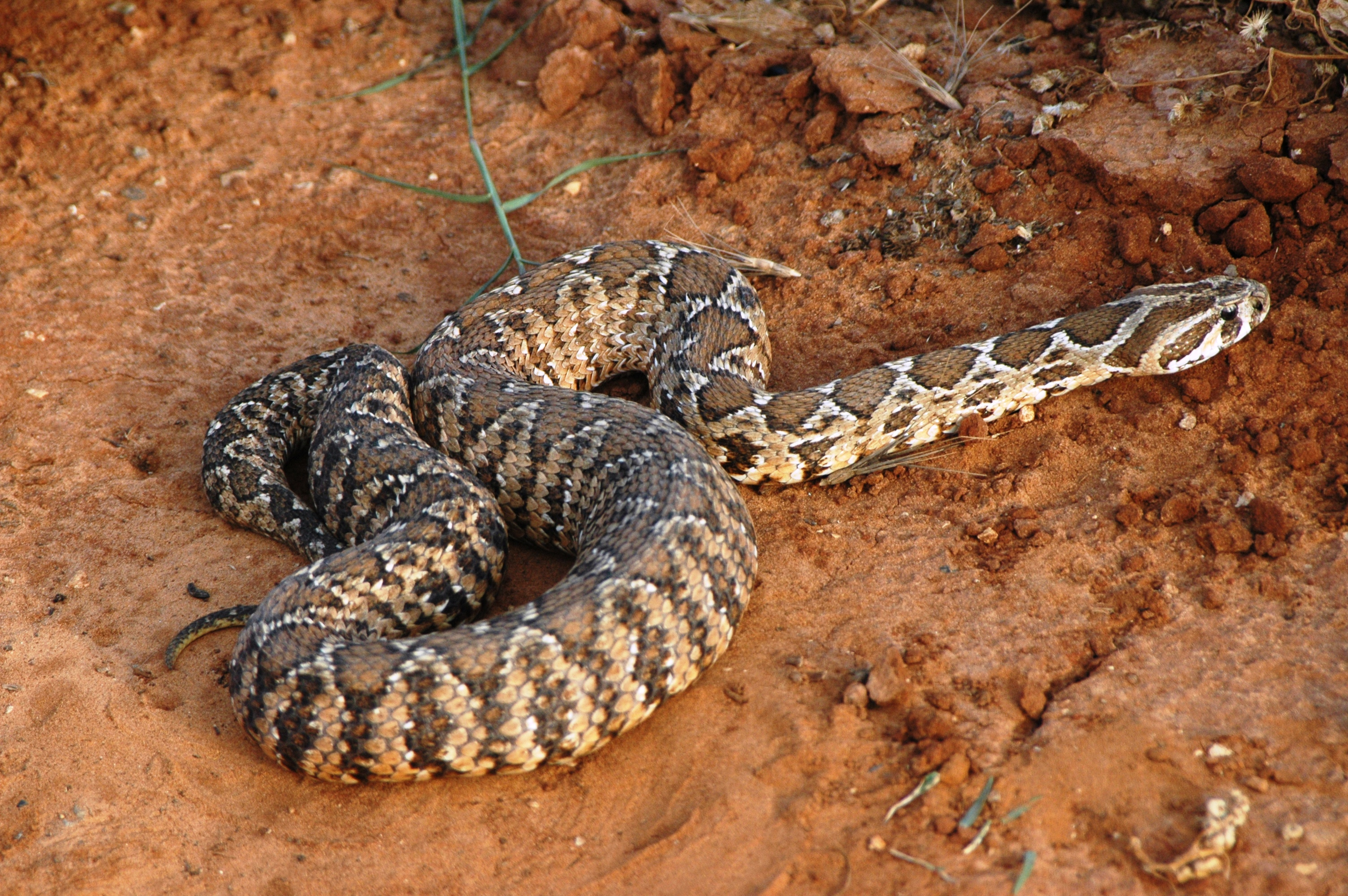
Daboia palaestinae
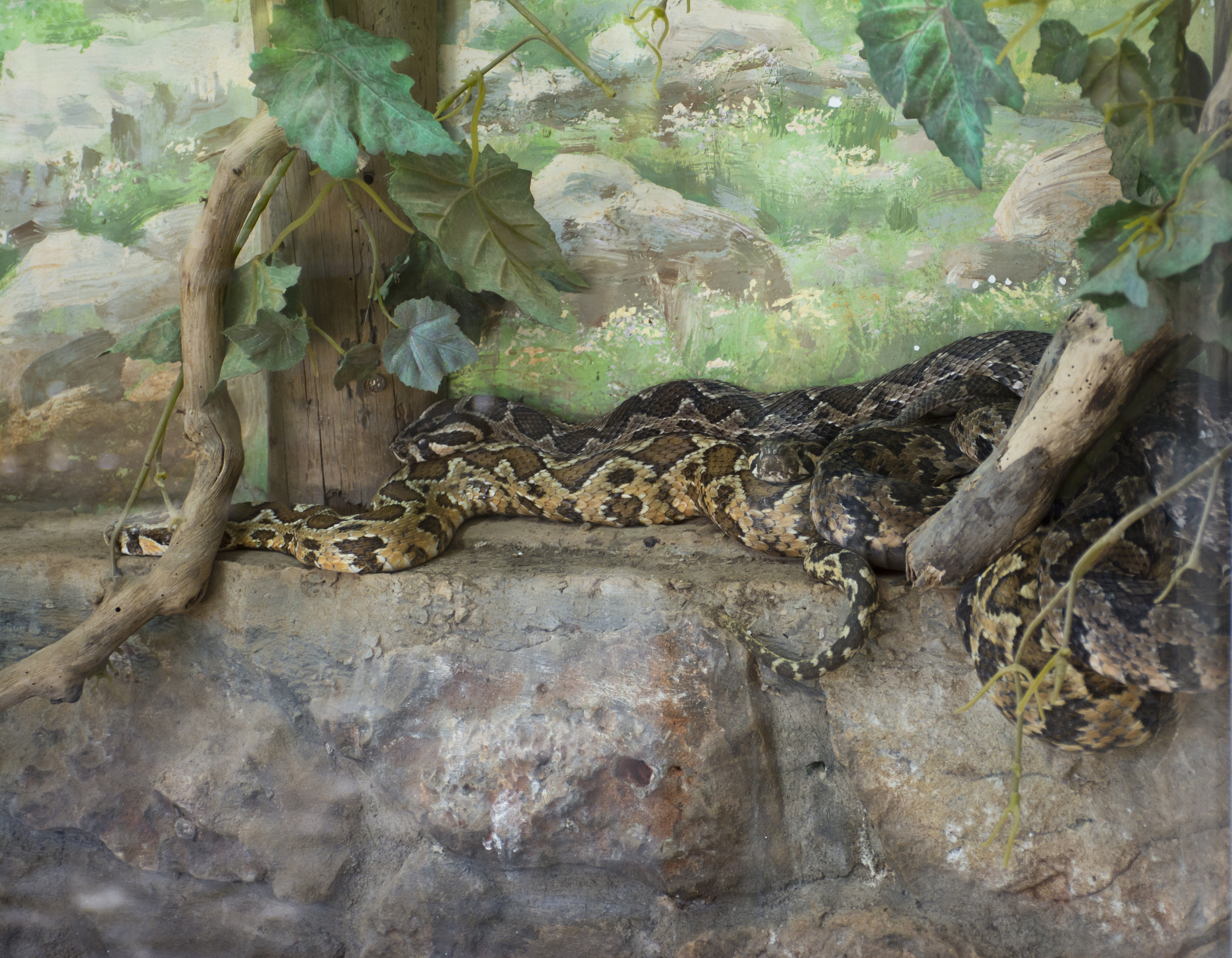
Daboia palaestinae au zoo de Haifa
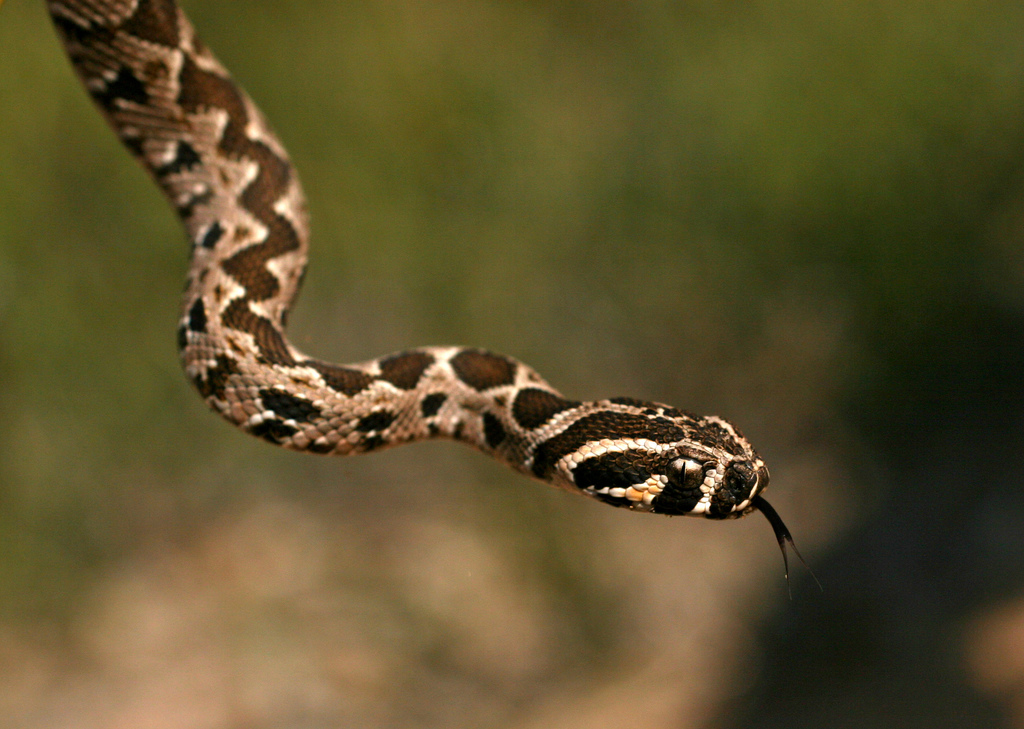
Daboia palaestinae, juvénile
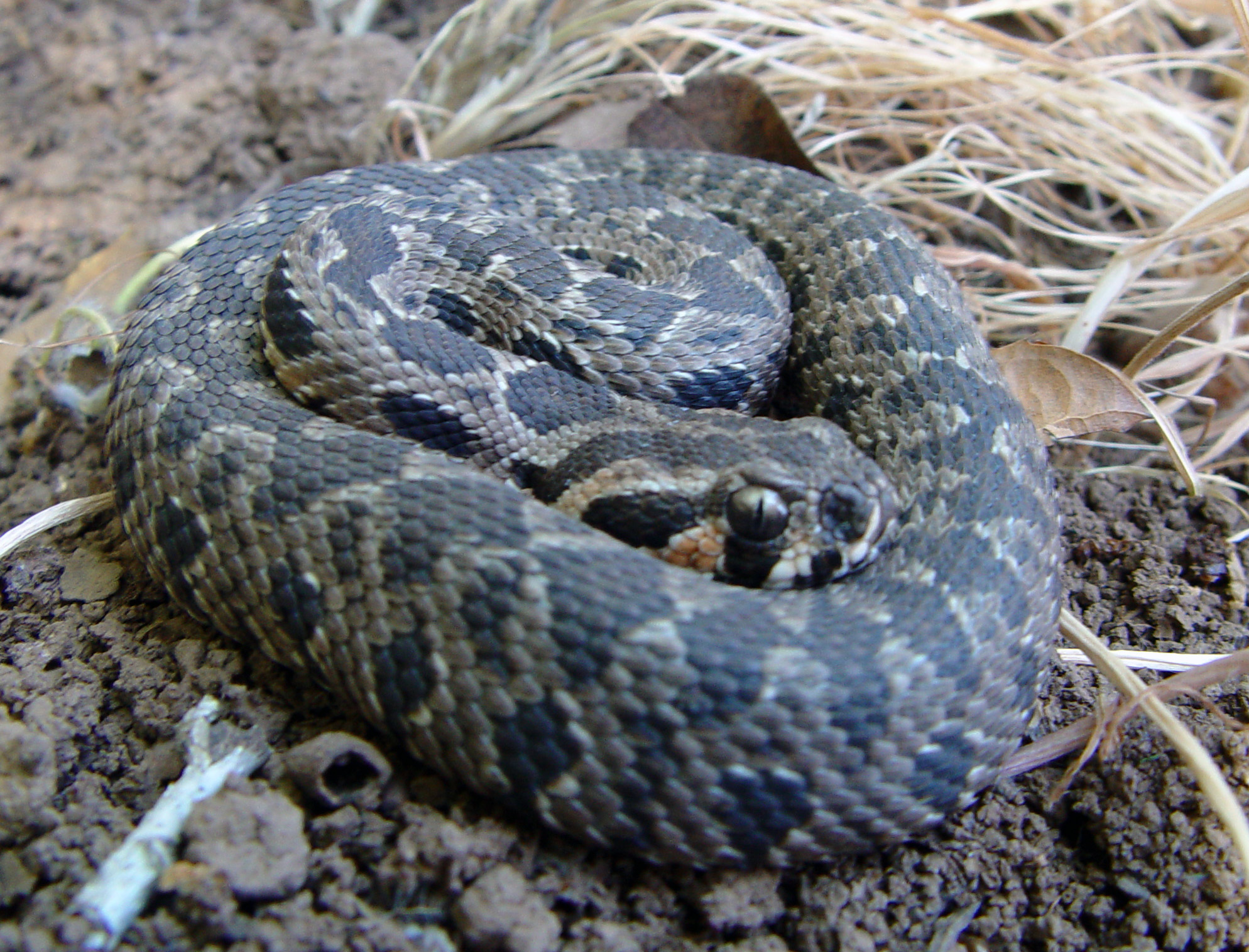
Daboia palaestinae, juvénile

## Étymologie
Son nom d'espèce lui a été donné en référence au lieu de sa découverte, la Palestine.

## Publication originale
- Werner, 1938 : Eine verkannte Viper (Vipera palaestinae n. sp.). Zoologischer Anzeiger, vol. 122, p. 313-318.